# Elsie Knocker

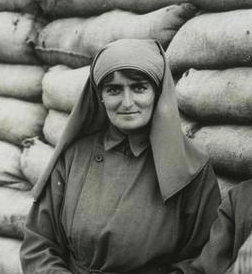
Elsie Knocker, 1915

Elsie Knocker, später Baronin de T’Serclaes, MM, OStJ (geborene Elizabeth Blackall Shapter; 29. Juli 1884 – 26. April 1978), war eine britische Krankenschwester und Krankenwagenfahrerin im Ersten Weltkrieg, die gemeinsam mit ihrer Freundin Mairi Chisholm zahlreiche Tapferkeitsmedaillen gewann und das Leben Tausender Soldaten an der Westfront in Belgien rettete. Von der Presse als „Die Madonnen von Pervyse“ bezeichnet, waren die beiden die am meisten fotografierten Frauen des Krieges.

## Biographie

### Frühe Lebensjahre
Sie wurde am 29. Juni 1884 in Exeter, Devon, als Elizabeth Blackall Shapter geboren, das jüngste von fünf Kindern von Dr. Thomas Lewis und Charlotte Shapter (geborene Bayly). Während ihrer Kindheit erhielt sie den Spitznamen „Elsie“. Sie wurde in jungen Jahren zur Waise. Ihre Mutter starb, als sie vier Jahre alt war, und ihr Vater starb zwei Jahre später an Tuberkulose. Daraufhin wurde sie von Lewis Edward Upcott, einem Lehrer am Marlborough College, und seiner Frau Emily adoptiert, die sie zur Ausbildung nach St. Nicholas in Folkestone und dann ins exklusive Château Lutry in der Schweiz schickten.

### Hospitaldienst und erste Ehe
Nach ihrer Ausbildung am Children’s Hip Hospital in Sevenoaks heiratete sie 1906 Leslie Duke Knocker, mit dem sie ein Jahr später einen Sohn namens Kenneth Duke bekam. Doch die Ehe scheiterte und kurz nach der Scheidung begann sie eine Ausbildung zur Hebamme am Queen Charlotte’s Hospital. Da geschieden sein im edwardianischen England nicht gerne gesehen wurde, erfand Knocker die Geschichte, dass ihr Ehemann auf Java gestorben sei und sie somit eine Witwe sei.
Allerdings hinderte sie ihre Rolle als Geschiedene/Witwe und alleinerziehende Mutter kaum an ihren Leidenschaften. Sie wurde eine begeisterte Amateur-Motorrad-Enthusiastin und trug beim Fahren einen dunkelgrünen Lederrock sowie einen langen Ledermantel, der bis ganz unten zugeknöpft war und mit einem Gürtel „zusammengehalten wurde“ (eng. To keep it all together), der von Dunhill entworfen wurde. Sie erhielt den Spitznamen „Gypsy“ aufgrund ihrer Liebe zur offenen Straße und ihrer Mitgliedschaft im Gypsy Motorcycle Club. Sie besaß mehrere Motorräder, darunter eine Scott, eine Douglas Solo und eine Chater-Lea mit Beiwagen, die sie mit an die Westfront nahm.

### Erster Weltkrieg
Als der Krieg im Jahr 1914 ausbrach, schrieb Knocker an ihre Freundin und Mit-Motorradfanatikerin Mairi Chisholm, dass es „Arbeit zu erledigen“ gebe (eng. „Work to be done“), und schlug vor, nach London zu gehen, um Kurierfahrerinnen für das Women’s Emergency Corps zu werden. Als Chisholm ausgewählt wurde, um dem Flying Ambulance Corps von Hector Munro beizutreten, gelang es ihr, Munro zu überzeugen, auch Knocker aufzunehmen. Elsie Knocker hatte etwas Ausbildung als Krankenschwester, war eine ausgezeichnete Mechanikerin und Chauffeurin, und sie sprach sowohl Französisch als auch Deutsch. Das bedeutete, dass Knocker eine „Damen-Stabilitätsprüfung“ (eng. Ladies stiff reliability trial) mit „vielen Haarnadelkurven“ (eng. Plenty of hairpin bends) über 120 Meilen ländliches Gebiet in Hampshire und Dorset absagen musste. Einen Tag bevor sie auslaufen sollte, schrieb sie in ihr Tagebuch:
„Morgen um diese Zeit werde ich in Belgien sein … mitten in all den Schrecken des Krieges“
(eng. „This time tomorrow night I shall be in Belgium … in the midst of all the terrors of war.“)

#### Kriegsdienst, 1914–1915
Am frühen Abend des 25. September 1914 folgten Knocker, Chisholm und die anderen Freiwilligen Dr. Munro die Gangway der S.S. Princess Clementine in Ostende, Westflandern, hinunter. Beim Besuch der Stadt Nazareth (8 Meilen südwestlich von Gent, wo das Corps zunächst untergebracht war) wurde Knocker Zeugin der Folgen eines Massakers, als sie auf 26 belgische Militärpolizisten stieß, die von den Deutschen erschossen und verstümmelt worden waren.
Ende Oktober verlegte das Corps nach Furnes im unbesetzten Belgien, in der Nähe von Dünkirchen, wo die Frauen unermüdlich verwundete Soldaten auf halbem Weg von der Front abholten und sie in ihr Feldhospital in der Nähe zurückbrachten. Knocker und Chisholm erkannten bald, dass sie mehr Leben retten könnten, indem sie die Verwundeten direkt an vorderster Front behandelten.
Im November beschlossen die beiden, das Corps zu verlassen und richteten ihre eigene Verbandstation fünf Meilen östlich in einer Stadt namens Pervyse, nördlich von Ypern, ein, nur hundert Meter von den Schützengräben entfernt. Hier, in einem leeren Keller, den sie „Poste de Secours Anglais“ („Englische Erste-Hilfe-Station“) nannten, verbrachten die beiden die nächsten dreieinhalb Jahre damit, den Verwundeten im belgischen Sektor zu helfen. Knocker kümmerte sich größtenteils um die medizinische Versorgung, während Chisholm die Verletzten oft unter schrecklichen Bedingungen und unter Beschuss in ein 24 km entferntes Basislazarett brachte.
Nicht mehr mit dem Belgischen Roten Kreuz verbunden, waren sie gezwungen, ihre eigenen Gelder aufzubringen. Mit Spenden ließen sie den Keller mit Beton verstärken und eine Stahltür einbauen, die von Harrods geliefert wurde. Durch reine Hartnäckigkeit gelang es Knocker, für sich beide offiziell der dort stationierten belgischen Garnison zugeteilt zu werden. Ausgestattet mit Kameras fotografierten beide Frauen nicht nur einander, sondern auch viel von dem Leid um sie herum.
Im Januar 1915 wurden sie für ihre mutige Arbeit an vorderster Front belohnt, als sie von König Albert I. von Belgien mit dem Orden von Leopold II., Ritterkreuz (mit Palme), ausgezeichnet wurden.

#### Zweite Ehe, 1916
Im Januar 1916 heiratete Knocker erneut, diesmal Baron Harold de T’Serclaes, einen Piloten im belgischen Fliegerkorps und einen gläubigen römisch-katholischen Mann. Die frischgebackene Baroness schrieb über ihre Ehe: „So viel von mir floss in meine Arbeit, dass ich vermutlich leicht von einer Welle des Glamours und der willkommenen Frivolität mitgerissen wurde. Vielleicht hatte ich den Wunsch, einfach einmal zu treiben, nicht zu kämpfen. Es war angenehm, sich vorzustellen, dass alles gut ausgehen würde, und nach fünfzehn Monaten, in denen ich mein Leben an der Front riskiert hatte, schien eine Ehe ein vergleichsweise geringes Risiko zu sein. Ich wollte, dass jemand einen Teil der Last von meinen Schultern nimmt, und dachte daran, wie gut es für Kenneth wäre, einen Vater zu haben. Nach einer blitzschnellen Hochzeitsreise sahen wir uns kaum wieder. Ich war zu beschäftigt in Pervyse, und mein Mann musste zu seiner Einheit zurückkehren.“ (eng. „So much of me went into my work that I suppose I was easily swept along on a tide of glamour and welcome frivolity. Perhaps I had a desire just to drift for once, not to struggle. It was pleasant to imagine that all would turn out well, and after fifteen months' risking my life at the Front, marriage seemed a comparatively small risk to take. I did want someone to take some of the burden off my shoulders and thought how good it would be for Kenneth to have a father. After a lightning honeymoon we hardly saw one another again. I was too busy at Pervyse, and my husband had to return to his squadron“.)

#### Kriegsdienst, 1916–1918
Knocker und Chisholm waren in mehreren Rettungsaktionen auf dem Schlachtfeld engagiert und trugen sogar gefallene Männer auf ihren Rücken zu ihrer Erste-Hilfe-Station. Nachdem sie einen verwundeten deutschen Piloten im Niemandsland gerettet hatten, wurden beiden Frauen die britische Militärmedaille verliehen, und sie wurden zu Offizieren des sehr ehrwürdigen Ordens vom Hospital des Heiligen Johannes gemacht.
Die Mitfreiwillige des Corps, May Sinclair, sagte über Knocker: „Sie hatte eine unwiderstehliche Neigung zur größtmöglichen Gefahr.“ (eng.: „She had an irresistible inclination towards the greatest possible danger.“)
Als sich die Nachricht von ihren Taten verbreitete, erhielten sie Besuche von Journalisten, Fotografen und Prominenten und wurden zu den am meisten fotografierten Frauen des Krieges. Beide Frauen wurden während der deutschen Offensive im März 1918 vergast und mussten nach Hause zurückkehren. Beide verbrachten den Rest des Krieges in Großbritannien als Mitglieder der neu gegründeten Royal Air Force; der Women’s Royal Air Force.

### Zwischenkriegszeit
Bis zum Jahr 1919 hatte sich Knockers Ehe mit dem Baron aufgelöst, als sowohl er als auch die römisch-katholische Kirche die Wahrheit über ihre frühere Ehe herausfanden. Für Chisholm führte diese Täuschung zum Ende ihrer Freundschaft. Die beiden sprachen kaum noch miteinander. Im Rahmen der Regelung durfte Knocker den Titel einer Baronin lediglich im Namen behalten.

### Zweiter Weltkrieg
Im Jahr 1939, zu Beginn des Zweiten Weltkriegs, trat die Baronin dem Women’s Auxiliary Air Force (WAAF), dem Frauenhilfsdienst der Royal Air Force (RAF), als Flugzeugfrau 2. Klasse bei und wurde im Februar 1940 zur Offizierin befördert. Sie arbeitete mit dem RAF Fighter Command zusammen, und stieg im März 1942 zum Rang einer Squadron Officer auf.
Am 3. Juli 1942 ereignete sich dann eine Tragödie, ihr Sohn, Wing Commander Kenneth Duke Knocker, wurde beim Abschuss seines Flugzeugs über Groningen getötet. Sie verließ die RAF im Oktober 1942 nach dem Tod ihres Sohnes und weil sie sich um ihren betagten Pflegevater kümmern musste.

### Späteres Leben
Nach dem Zweiten Weltkrieg beteiligte sich die Baronin an der Beschaffung von Geldern für die RAF Association und den Benevolent Fund.
Sie lebte von etwa 1926 bis zu ihrem Tod in den Earl Haig Homes in der Park Lane in Ashtead, Surrey. Dort hatte sie ein freistehendes Haus am Rande des Anwesens, das über eine Treppe von der Park Lane aus zu erreichen war und den Namen „Pervyse“ trug.
Spät im Leben begann sie mit der Zucht von Chihuahuas und wurde immer von drei oder vier von ihnen begleitet. Ihr Anliegen galt sowohl dem Wohl der Tiere als auch dem Erhalt des Ashtead Common, wo sie oft mit ihren Haustieren spazieren ging, „auffällig gekleidet mit großen Ohrringen und einem voluminösen dunklen Umhang“ (eng. „Flamboyantly dressed with large earrings and a voluminous dark cloak“).
Am 26. April 1978 verstarb sie im Alter von 93 Jahren an einer Lungenentzündung und seniler Demenz. Sie hatte kein weiteres Mal geheiratet.

## Preise und Auszeichnungen
| Offizier des Ordens des heiligen Johannes von Jerusalem                      |
| britische „Military Medal“                                                   |
| 1914 Stern                                                                   |
| Britische Kriegsmedaille                                                     |
| Siegesmedaille                                                               |
| Kriegsmedaille 1939–1945, mit Eichenlaub für eine Erwähnung in den Berichten |
| Verteidigungsmedaille 1939–1945                                              |
| Ritter des Ordens von Leopold II. mit Palme                                  |
| Belgische Königin Elisabeth Medaille                                         |

## Tagebücher
Das Imperial War Museum verwahrt die Tagebücher von Knocker zusammen mit Aufnahmen und Transkriptionen von Interviews.

## Denkmäler
Im November 2014 wurde eine Statue von Knocker und Mairi Chisholm im Garten des Hotel Ariane in Ypern enthüllt. Im November 2017 wurde Knocker mit einer blauen Plakette (eng. blue plaque) an dem Haus in Exeter, in dem sie geboren wurde, geehrt.

## Galerie

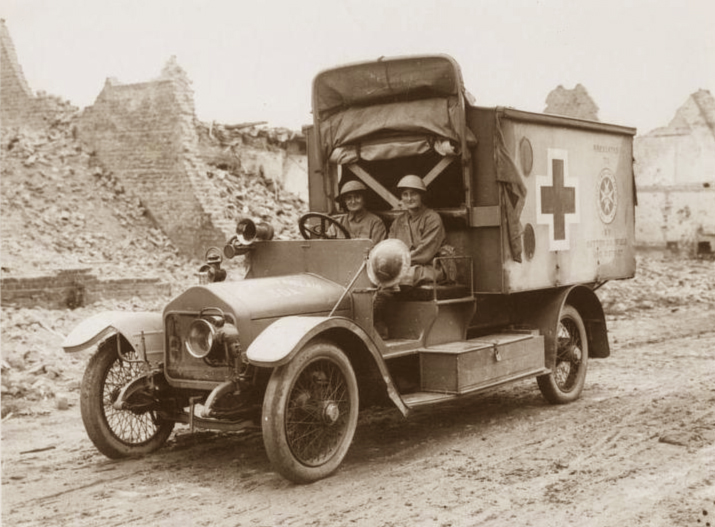
Knocker und Chisholm in ihrem umgebauten Wolseley-Ambulanzfahrzeug, Pervyse, Belgien, ca. 1916
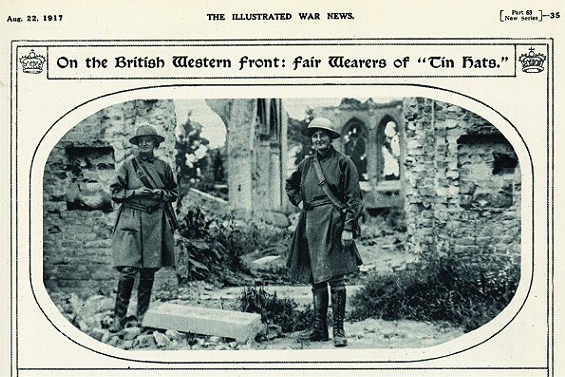
Knocker und Chisholm posieren in den Ruinen einer Kirche in Pervyse, Belgien, für die „Illustrated War News“ vom 22. April 1917
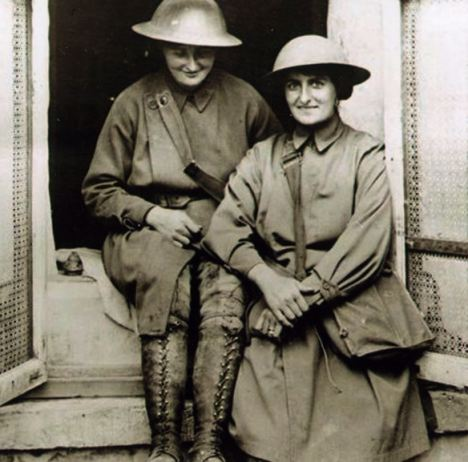
Chisholm und Knocker tragen ihre Tommy-Helme. Pervyse, Belgien, ca. 1917
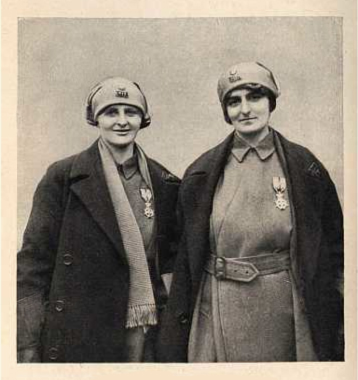
Chisholm und Knocker präsentieren ihre Medaillen des Ordens von Leopold II. Auf ihren Kopftüchern befindet sich das Abzeichen der 3. Division der Belgischen Armee, ca. 1918
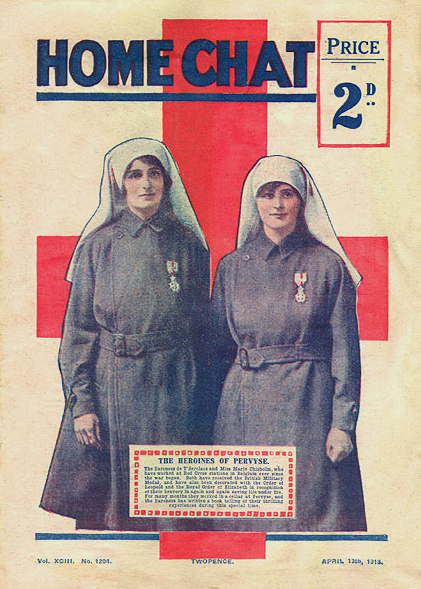
Knocker und Chisholm auf dem Titelbild des Magazins „Home Chat“ vom 11. April 1918
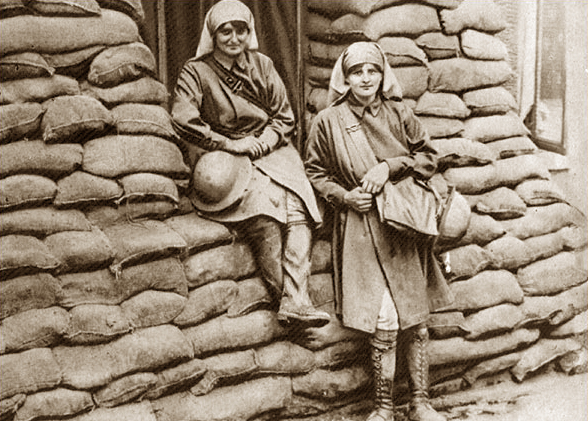
Knocker und Chisholm vor ihrer vorgeschobenen Sanitätsstation in Pervyse, Belgien, ca. 1918

## Bibliografie
- Diane Atkinson: Elsie and Mairi Go to War: Two Extraordinary Women on the Western Front. Preface Publishing, London 2009, ISBN 978-1-84809-133-7 (englisch).
- Andrew und Nicola Hallam: Lady Under Fire on the Western Front: The Great War Letters of Lady Dorothie Feilding MM. Pen & Sword Military, Barnsley 2010, ISBN 978-1-84884-322-6 (englisch).
- Geraldine Edith Mitton, Baroness Elsie T’Sercles, Mairi Chisholm: The Cellar-House of Pervyse. A Tale of Uncommon Things from the Journals and Letters of the Baroness T’Serclaes and Mairi Chisholm. A & C Black, London 1917 (englisch).
- Elsie Baroness de T’Serclaes: Flanders and Other Fields. Harrap, London 1964 (englisch).
- Patrick Vanleene: Op Naar de Grote Oorlog. Mairi, Elsie en de anderen in Flanders Fields. De Klaproos, Koksijde 2001, ISBN 90-5508-049-7 (niederländisch).
- Patrick Vanleene: Fearless: Dorothie Feilding’s War, 1914–1917. Academia Press, 2015, ISBN 978-90-382-2482-4 (englisch).

## Referenzen
1. ↑  Meg Albrinck: Crossing No Man’s Land: Gender Confusion and Genre Disruption in British Women’s War Narratives. University of Wisconsin–Madison, 1999, S. 160 (englisch).
2. ↑  Malcolm Brown: The Imperial War Museum Book of the First World War. Sidgwick & Jackson, London 1991, ISBN 978-0-283-99946-8, S. 186–189 (englisch).
3. 1 2 3 4 5 6  Elsie Baroness de T’Serclaes: Flanders and Other Fields. Harrap, London 1964 (englisch).
4. 1 2 3 4 5 6  Diane Atkinson: Elsie and Mairi Go to War: Two Extraordinary Women on the Western Front. Preface Publishing, London 2009, ISBN 978-1-84809-133-7 (englisch).
5. ↑  Diana Condell, Jean Liddiard: T'Serclaes, Baroness Elizabeth Blackall de [née Elizabeth Blackall Shapter; other married name Elizabeth Blackall Knocker]. In: Oxford Dictionary of National Biography. 23. September 2004, abgerufen am 18. März 2024 (englisch, Subscription für Online-Zugang erforderlich).
6. ↑  Imperial War Museum Collections, iwm.org.uk. Accessed 23 July 2023.
7. ↑  Peter Craddick-Adams: Women at War: 'She-Soldiers' Through the Ages. bbc.co.uk, 1. März 2005, abgerufen am 20. Dezember 2022 (englisch).
8. 1 2  Geraldine Edith Mitton, Baroness Elsie T'Sercles, Mairi Chisholm: The Cellar-House of Pervyse. A Tale of Uncommon Things from the Journals and Letters of the Baroness T’Serclaes and Mairi Chisholm. A & C Black, London 1917 (englisch).
9. ↑  Jane Carmichael: First World War Photographers. Routledge, London 1990, ISBN 0-415-01009-8 (englisch)
10. ↑  Aránzazu Usandizaga, Andrew Monnickendam: Dressing up for War. Transformations of Gender and Genre in the Discourse and Literature of War. Amsterdam/New York, Rodopi 2001, ISBN 90-420-1357-5, S. 7 (englisch).
11. ↑  The Edinburgh Gazette (27 October 1927)
12. ↑  Angela K. Smith: Suffrage Discourse in Britain During the First World War. Ashgate, Farnham 2005, ISBN 0-7546-3951-7, S. 107 (englisch, google.com).
13. ↑  
London Gazette. Nr. 34788,  HMSO, London, 9. February 1940, S. 790 (Digitalisat, englisch).
14. ↑  The Wartime News, Vol. 1, Issue No. 5 (Memento vom 13. März 2012 im Internet Archive)
15. ↑  
London Gazette. Nr. 35503,  HMSO, London, 27. March 1942, S. 1398 (Digitalisat, englisch).
16. ↑  The Times, (22 August 1942)
17. ↑  Commonwealth War Graves Commission
18. ↑  
London Gazette (Supplement). Nr. 35768,  HMSO, London, 3. November 1942, S. 4759 (Digitalisat, englisch).
19. ↑  Trevor Timpson: World War One: The great and the good who were spared. In: BBC News. 20. März 2014, abgerufen am 16. September 2023 (englisch).
20. ↑  Ashtead War Memorials, leatherheadlocalhistory.org.uk. Accessed 23 July 2023.
21. ↑  Kelly’s Directory, Leatherhead Urban District Council, 1950.
22. ↑  John C. Stuttard: A History of Ashtead. Leatherhead & District Local History Society, Leatherhead 1995, ISBN 0-9506009-2-X, S. 204–205 (englisch).
23. ↑  Edinburgh Gazette, 28 October 1927, page 1204. Abgerufen am 16. Dezember 2017.
24. ↑  
London Gazette (Supplement). Nr. 30389,  HMSO, London, 19. November 1917, S. 11961 (Digitalisat, englisch).
25. 1 2 3  Campaign medal card of Elizabeth Knocker, now Baroness de T'Serclaes, British Red Cross Society. The National Archives, abgerufen am 14. Dezember 2017.
26. 1 2 3 4  Medals awarded to Baroness T'Serclaes, British Red Cross Society. National Army Museum, abgerufen am 16. Dezember 2017.
27. ↑  
London Gazette. Nr. 35841,  HMSO, London, 1. January 1943, S. 52 (Digitalisat, englisch).
28. ↑  National Library of Scotland: Experiences of War. National Library of Scotland, abgerufen am 13. Juni 2014 (englisch).
29. ↑  Fitting tribute to WWI nursing angels. In: SundayPost.com. The Sunday Post, 30. November 2014, abgerufen am 15. September 2023 (englisch).
30. ↑  Blue plaque for Exeter’s nursing 'angel' Elsie Knocker. In: BBC News. 4. November 2017, abgerufen am 7. August 2019 (englisch).